# Prescaler
Il prescaler è un contatore elettronico utilizzato per ridurre segnali in alta frequenza in segnali a frequenza minore tramite una divisione fra interi.

## Esempi di utilizzo
L'utilizzo tipico di un prescaler è alle alte frequenze per estendere il limite superiore in frequenza di frequenzimetri, sintetizzatori phase-locked loop (PLL) e altri circuiti contatori. Utilizzato unitamente ad un PLL, il prescaler normalmente introduce delle modifiche indesiderate al segnale, nello specifico, nella relazione che intercorre tra la dimensione del passo di frequenza e il rilevatore di fase sulla frequenza di confronto. Per questa ragione, è tipica la pratica di restringere l'intero ad un valore basso, in alternativa, per alcune applicazioni si può utilizzare un prescaler a modulo doppio. Quest'ultimo possiede la particolarità di dividere selettivamente la frequenza in ingresso per uno o due interi consecutivi come, ad esempio, 32 e 33.
Comunemente i prescaler a microonde a interi fissi sono disponibili in modulo 2, 4, 8, 5 e 10, e possono operare fino a frequenze oltre i 10 GHz.

## Nomenclatura
Il prescaler è essenzialmente un contatore divisore; i due nomi risultano quindi essere intercambiabili.